# Спермархе

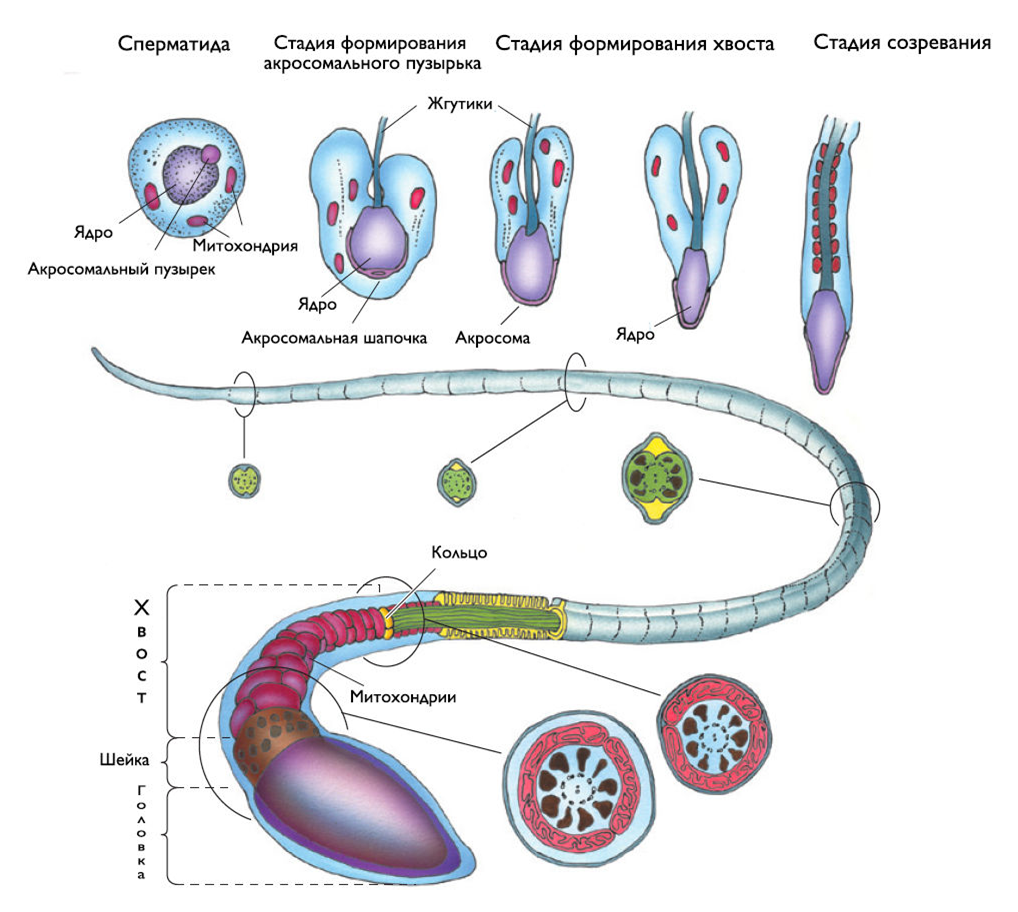
Строение и стадии развития сперматозоида

Сперма́рхе (от др.-греч. σπέρμα «семя» + ἀρχή «начало»), а также эякуля́рхе или ойга́рхе — период, характеризующийся началом выработки спермы у мальчиков в процессе полового созревания. Спермархе сравнимо с первой менструацией у девочек (менархе) и представляет собой важный этап на пути становления мужской фертильности.

## Возраст наступления
За последнее столетие отмечается тенденция к ускорению роста и полового созревания подростков обоих полов. В настоящий момент средний возраст наступления спермархе составляет от 12 до 14 лет. С началом регулярного сперматогенеза происходят все последующие изменения в организме юноши, связанные с его психофизиологическим развитием (скачок роста, набор мышечной массы, оволосение по мужскому типу, «ломка» голоса и т. д.). Как правило, пубертатный период у мальчиков продолжается до 18-20 лет, достигая своего пика в 15 лет. К 17 годам эякуляцию имеют 98,5 % юношей, при этом, чем раньше появляются выбросы спермы, тем раньше они провоцируют подростка к занятиям мастурбацией (самоудовлетворению).

## Биологические аспекты
У мальчиков основным гормоном полового созревания является тестостерон, который секретируется клетками Лейдига в семенниках и частично в коре надпочечников. Сам тестостерон малоактивен. В органах-мишенях с помощью фермента 5α-редуктазы он превращается в активную форму — дигидротестостерон. Нарастающая продукция андрогенов увеличенными тестикулами вызывает развитие вторичных половых признаков, а также регулирует сперматогенез и половое поведение.
Тестикулы имеют две основные функции: продукция гормонов и выработка сперматозоидов, причём первая начинается раньше и стимулирует вторую. Уже через год после начала полового созревания в утренней моче мальчиков-подростков можно обнаружить сперматозоиды (сперматурия). Однако достоверным признаком наступления спермархе принято считать первую в жизни мальчика эякуляцию. В зависимости от конституции, темперамента, общего состояния здоровья, образа жизни и направленности интересов, первое семяизвержение может наступить вследствие непроизвольного оргазма во сне (поллюции) либо в результате иных форм викарной половой активности (онанизм, петтинг). Половой член (пенис) начинает расти вскоре после начала роста тестикул. По мере роста полового члена всё чаще возникают эрекции, а затем поллюции. В среднем, потенциальной фертильности мальчики достигают к 13-летнему возрасту, а полной — к 14-16 годам.

## Социально-психологические аспекты
С началом спермархе в растущем организме мальчика начинают происходить стремительные изменения, оказывающие влияние не только на биологическое развитие будущего мужчины, но также на его психологическое самовосприятие и социализацию в обществе. В личности подростка особенно выражена дисгармония между процессом полового созревания и уровнем зрелости. Как заключают в своих работах И. Ю. Кулагина и В. Н. Колюцкий, в этот период ребёнок вынужден постоянно приспосабливаться к физическим и физиологическим изменениям, происходящим в его организме, переживать «гормональную бурю». Подростки как будто всё время находятся в состоянии стресса. Осознание этого состояния приводит к заключениям типа: «В 14 лет моё тело будто взбесилось». Настроение юношей и девушек часто меняется, может нарушиться ритм сна и бодрствования. Эмоциональную нестабильность подростка усиливает сексуальное возбуждение, сопровождающее процесс полового созревания. У мальчиков половое чувство пробуждается значительно раньше и отличается большей интенсивностью, чем у их сверстниц, что неизбежно накладывает характерный отпечаток на взаимоотношения полов.
Важную роль в процессе социальной адаптации детей и подростков играет просвещение в вопросах пола. Половое воспитание на данном этапе должно включать психолого-педагогическую, медико-биологическую и социально-гигиеническую работу с подростками, призванную обеспечить нормальное функционирование физиологических систем организма, правильное половое развитие ребёнка с физической, нравственной и эстетической точек зрения. Прежде всего в период полового созревания мальчиков необходимо подготовить к появлению поллюций, так как наступление первых спонтанных эякуляций часто застает их врасплох и вызывает ряд неприятных, а порой и трагических последствий. Мальчики должны знать, что поллюции — это закономерное, естественное явление, при котором важно соблюдение элементарных правил гигиены. Подростков старшего школьного возраста необходимо информировать об опасности и способах профилактики венерических заболеваний, нежелательной беременности, знакомить с правилами применения средств контрацепции барьерного типа (презервативов) и ПрЭП. Повышенное внимание должно уделяться защите половой неприкосновенности ребёнка, упреждению актов сексуального насилия в отношении несовершеннолетних.

## Особенности гигиены
Мальчик с наступлением возраста эякулярхе должен соблюдать повышенные требования к личной гигиене. Для юношей обязательно ежедневное обмывание половых органов после сна, особенно головки члена под крайней плотью. Скопление смегмы не только даёт неприятный запах, но и служит питательной средой для инфекций. Рекомендуется использовать мягкое (детское) мыло, но не дезодорант. Не следует постоянно носить обтягивающие трусы или плавки, особенно синтетические. Если яички не висят, а подтянуты к телу, это нарушает их нормальный тепловой режим, что может отрицательно сказаться на способности к оплодотворению. Ночная одежда должна быть особенно просторной и свежей. Ещё лучше спать нагишом. Необходимо хорошо проветривать комнату перед отходом ко сну.
Большое значение для физического развития юношей имеют такие составляющие здорового образа жизни, как физкультура и закаливание организма. Подростков следует приучить после каждых 40—50 минут работы за письменным столом делать так называемую физкультминутку — перерыв на 2—3 минуты, во время которого нужно походить по комнате, потянуться, глубоко подышать. Основными средствами закаливания являются естественные факторы — вода и воздух определённой температуры, солнечные лучи. Основные правила закаливания — последовательность и постепенность нарастания продолжительности и величины закаливающего воздействия, систематичность, непрерывность, разнообразие средств и методов. Мальчикам и подросткам следует чаще ходить дома легко одетыми или почти обнажёнными, делать утреннюю гимнастику лишь в трусах, носках и тапочках. В тёплое время года в таком же виде следует находиться и на улице. Взрослым рекомендуется поощрять хождение мальчиков, подростков, юношей босиком — по песку, рыхлой земле, по лужам после дождя. Также полезны занятия плаванием.
Всегда необходимо помнить, что такие хорошие привычки, как чистоплотность, физическая активность и рациональное питание, выступают залогом правильного формирования взрослеющего организма и способны предупредить многие болезни. И, напротив, пренебрежение нормами личной гигиены, употребление спиртных напитков и табака, чрезмерные физические и психологические нагрузки служат основными причинами задержки роста и полового развития молодых людей.

## Вопросы медицинской диагностики и профилактики

### Самообследование — метод ранней диагностики рака яичек
Рак яичка — заболевание молодых мужчин 20-35 лет. Всех взрослеющих мальчиков нужно приучать регулярно, раз в месяц, тщательно осматривать и ощупывать свои яички, каждое в отдельности, лучше всего — после ванны или душа. Это занимает всего три минуты. Мошонка во время пальпации должна как бы перекатываться между пальцев. Подозрительные признаки: маленькие твёрдые опухоли, обычно безболезненные; чувство тяжести в яичках; неудобство или боль в паху; набухание в груди; накопление жидкости в мошонке; увеличение лимфатических узлов. При появлении любого из этих симптомов — срочно показаться врачу урологу-андрологу. Ложная стыдливость, мешающая некоторым людям разглядывать и ощупывать собственное тело, оказывает им плохую услугу.

### Преждевременное половое созревание
Слишком ранее наступление спермархе и менархе является симптомом преждевременного полового развития (ППР) у детей — состояния, при котором вторичные половые признаки появляются раньше возрастной нормы. О патологическом процессе говорят, когда симптомы ППР наблюдаются у мальчиков до 9 лет и у девочек до 8 лет. Проблемой преждевременного полового созревания занимается детский врач эндокринолог, привлекая по необходимости других узких специалистов. Патология обусловлена неадекватно ранним высвобождением половых гормонов, что связано с неправильной работой определённых областей в головном мозге или эндокринных органов.

### Онкофертильность
Известно, что применяемые методы лечения онкологических заболеваний, такие как химиотерапия и лучевая терапия, оказывают резко отрицательное, а порой и необратимое влияние на мужскую и женскую репродуктивные системы. Вопрос о сохранении фертильности после перенесённой болезни особенно остро возникает при лечении онкологических пациентов несовершеннолетнего возраста. Приказ Минздрава России № 55н «Об утверждении Порядка оказания медицинской помощи по профилю „детская онкология и гематология“» от 05.02.2021 г. официально установил возможность «заготовки и криоконсервации клеток репродуктивной системы пациентов в возрасте спермархе и менархе, но не ранее 13 лет, для последующего оказания им медицинской помощи с использованием вспомогательных репродуктивных технологий». Спермархе, как уже упоминалось выше, наступает примерно в 13-14 лет, и с этого времени качество спермы позволяет произвести её заморозку. У мальчиков перед подростковым возрастом (в пубертате) для этой цели используется другой метод, заключающийся в биопсии яичка с последующей криоконсервацией его ткани.